# Casa de Moneda de Cerro de Pasco
La Casa de Moneda de Cerro de Pasco fue una ceca establecida en la localidad de La Quinua (actual distrito de Yanacancha, provincia y departamento de Pasco), Perú, el 30 de octubre de 1833 durante el gobierno del Mariscal Agustín Gamarra.  En ella se acuñaron varias de las primeras monedas de la República del Perú y, durante la Guerra civil peruana de 1843-1844 financió al bando constitucionalista encabezado por el Mariscal Ramón Castilla contra el entonces Presidente José Rufino Echenique.
La casa de moneda funcionó en tres periodos y sólo acuñó monedas de plata. En 1836, su primer periodo, acuñó monedas de 8 reales. En el segundo entre 1843 y 1844 (durante la revolución constitucionalista acuñó monedas de 2 y 4 reales. Finalmente, en su último período entre 1855 y 1857, acuñó monedas de 4 reales y, sólo en su último año, también monedas de 8 reales. Estas fueron las últimas monedas de ese tipo que se acuñaron en el Perú.
En la actualidad, el edificio donde funcionó la ceca se encuentra en estado de abandono, derruida en más del 50% de su estructura, y no ha sido registrado como patrimonio cultural.